# 昆瓦利 (亞利桑那州)
女王谷（英語：Queen Valley）是位於美國亞利桑那州皮納爾縣的一個人口普查指定地區。根據2010年美國人口普查，該地人口為820人，而該地的面積約為25.20平方千米。

## 地理
女王谷的座標為33°17′42″N 111°17′52″W / 33.29500°N 111.29778°W，而該地最高點為海拔高度621米（即2037英尺）。